# Susann Müller
Susann Müller (n. 26 mai 1988, în Saalfeld) este o handbalistă germană care joacă pentru clubul SG BBM Bietigheim și echipa națională a Germaniei. Müller evoluează pe postul de intermediar dreapta și a reprezentat Germania la Campionatul Mondial de Handbal Feminin din 2013, desfășurat în Serbia.

## Palmares
Echipa națională
- Campionatul Mondial (junioare):
  -  Medalie de aur: 2004
- Campionatul Mondial (U20):
  -  Medalie de aur: 2008

Club
- Campionatul Germaniei
  - Câștigătoare: 2009, 2010
- Cupa Germaniei:
  -  Câștigătoare: 2007, 2008
- Supercupa Germaniei:
  -  Câștigătoare: 2008
- Campionatul Danemarcei:
  - Câștigătoare: 2012
- Campionatul Sloveniei:
  - Câștigătoare: 2013
- Cupa Sloveniei:
  -  Câștigătoare: 2013[4]
- Nemzeti Bajnokság I:
  - Medalie de argint: 2015